# Taiwan Semiconductor Research Institute
Il Taiwan Semiconductor Research Institute (TSRI) è un istituto di ricerca a Taiwan creato nel 2019 dalla fusione dei National Nano Device Laboratories e del National Chip Implementation Center. Fa parte dei Laboratori Nazionali di Ricerca Applicata del Ministero della Scienza Taiwanese.

## Panoramica
Secondo il quotidiano China Times, il Taiwan Semiconductor Research Institute è "l'unico centro di ricerca e sviluppo scientifico e tecnologico nazionale al mondo che integra la progettazione di circuiti integrati, la produzione offline di chip e la ricerca sui processi di produzione di componenti semiconduttori".

## Storia
Il Taiwan Semiconductor Research Institute è stato creato nel 2019 dalla fusione dei National Nano Device Laboratories e del National Chip Implementation Center sotto i National Applied Research Laboratories. Il TSRI è stato inaugurato il 30 gennaio 2019 all'Hsinchu Science Park.

### National Chip Implementation Center
Il progetto di creazione del Chip Implementation Center è stato avviato nel 1992 con l'inaugurazione del National Chip Implementation Center (NCIC) nel 1997. Nel 2003 è stata incorporata in NARLabs. Nel 2007 il CIC aveva 106 dipendenti di cui 66 erano ricercatori a tempo pieno.

### National Nano Device Laboratories
I laboratori del National Nano Device Laboratories (NDL) sono stati implementati nell'ambito del National Submicron Device Laboratories Establishment Project nel 1988. Hanno iniziato a gestire la loro prima camera bianca di livello 10 nel 1992. Nel 1993 sono stati ribattezzati National Millimicron Device Laboratories e nel 2002 sono stati ribattezzati National Nano Device Laboratories. Sono stati incorporati in NARLabs nel 2003.